# فوهة البتاني القمرية

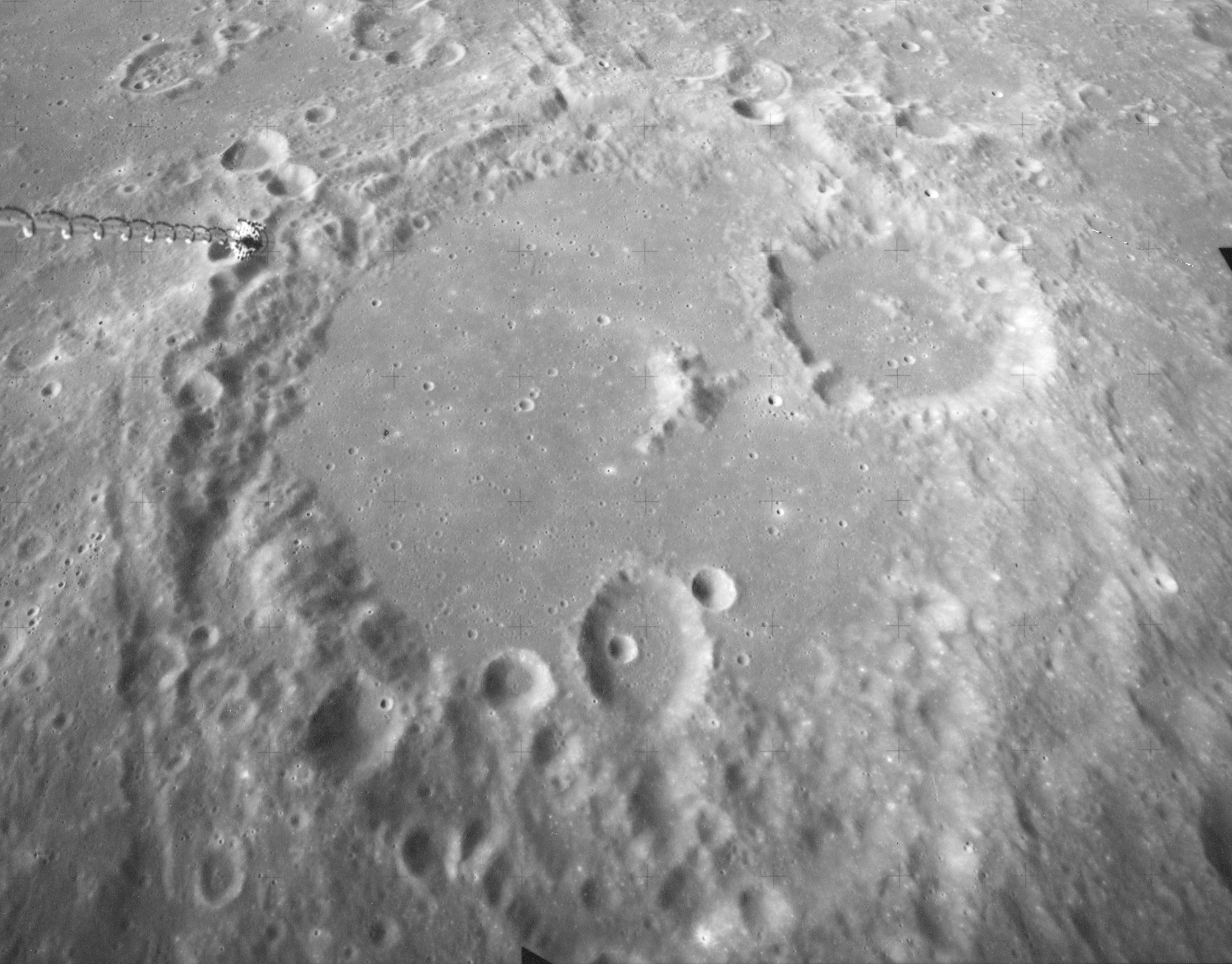

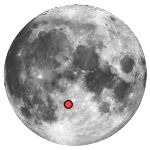
موقع فوهة البتاني على سطح القمر.

فوهة البتاني عبارة عن تضاريس على سطح القمر، تسببت عن ارتطام نيزكي قديم، تقع في المرتفعات الوسطى. سُميت على اسم عالم الفلك العربي المسلم محمد بن جابر بن سنان البتاني، وتُسمى بالباتِنيوس نسبة لاسمه اللاتيني المحرف من العربية (البتاني).

## الوصف
يشكل المستوى الداخلي لفوهة البتاني القمرية "Albategnius" سهل منبسط تحيط به حواف عالية المدرجات. الجدار الخارجي على شكل سداسي إلى حد ما، وقد تآكل بشدة بسبب الارتطامات والهبوط الأرضي. يبلغ ارتفاعها أكثر من 4000 متر على طول الوجه الشمالي الشرقي. في الجنوب الغربي من الحفرة فهي منكسرة بجهة فوهة كلاين الصغيرة. 
نحو جهة الغرب من النقطة الوسطى للحفرة نجد ذروتها المركزية، والمسماة بـ ألفا ألباتِنيوس. وهي الأطول في الاتجاه من الشمال إلى الجنوب، وتمتد لأقل من 20 كيلومترًا، ويبلغ عرضها حوالي نصفها. ترتفع الذروة إلى ارتفاع حوالي 1.5 كم، وهناك حفرة صغيرة حديثة نسبياً في الأعلى.

## الموقع
تقع فوهة البتاني القمرية «الباتِنيوس» جنوب حفرة هيبارخوس، إلى الشرق من بطليموس وآلفونس. يتميز السطح في هذه المنطقة بمجموعة من الشروخ المتوازية تقريبًا والتي تشكل قنوات تسير تقريبًا في خط من الشمال إلى الجنوب، تنحني قليلاً إلى الجنوب الشرقي. 

## التسمية
سميت "الباتِنيوس" باسم الفلكي العربي البتاني. مثل العديد من الحفر في الجانب القريب من القمر، أطلق عليها هذا الاسم جيوفاني ريتشيولي، الذي أصبح نظامه للتسمية موحداً عام 1651. في الماضي كان رسامو الخرائط القمرية يختارون أسماء مختلفة. خريطة مايكل فان لانغرين 1645 تسمي فوهة البتاني بـ "فرديناندي الثالث" آي ام بي. روم. "بعد فرديناند الثالث، الإمبراطور الروماني المقدس. ويسميها يوهانس هيفيليوس بـ "ديديموس مونس".

## فوهات ملتقطة بواسطة الأقمار الصناعية

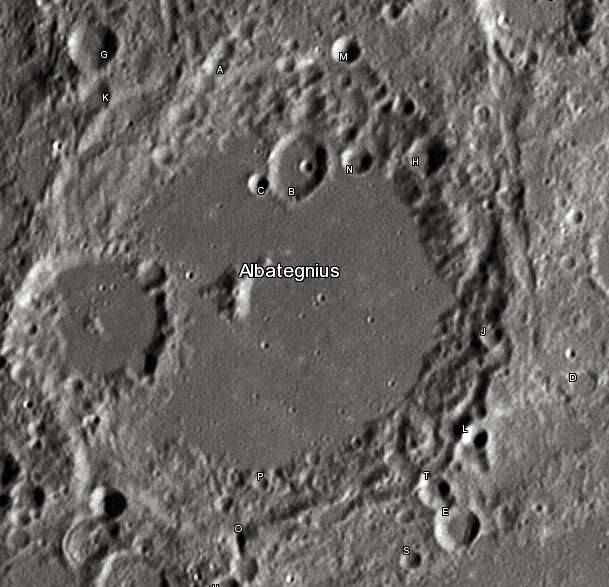
فوهة البتاني وفوهات التقطتها الأقمار الصناعية المأخوذة من الأرض في عام 2012 في مرصد بايفوريبيري بجامعة هيرتفوردشاير مع التلسكوبات Meade LX200 14 "و Lumenera Skynyx 2-1

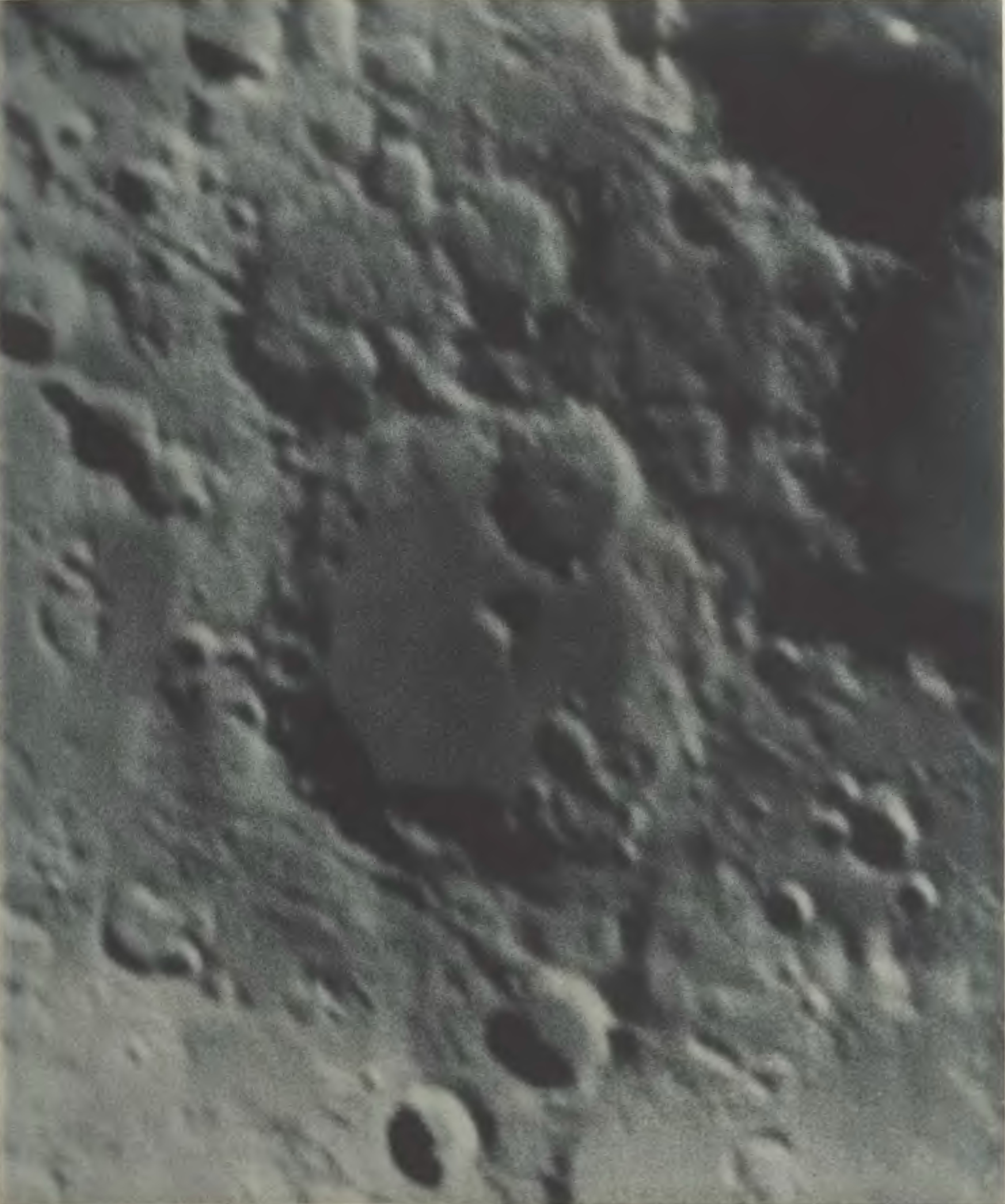

| فوهة البتاني | خط العرض        | خط الطول      | قطر الدائرة |
| ------------ | --------------- | ------------- | ----------- |
| A            | 8.9 درجة        | 3.2 درجة شرقا | 7 كم        |
| B            | 10.0 درجة       | 4.0 ° ه       | 20 كم       |
| C            | 10.3 درجة مئوية | 3.7 ° ه       | 6 كم        |
| D            | 11.3 درجة مئوية | 7.1 درجة      | 9 كم        |
| E            | 12.9 درجة مئوية | 6.4 درجة      | 14 كم       |
| G            | 9.4 درجة        | 1.9 درجة      | 15 كم       |
| H            | 9.7 درجة        | 5.2 درجة      | 11 كم       |
| J            | 11.1 درجة       | 6.2 درجة      | 7 كم        |
| K            | 9.9 درجة        | 2.0 ° ه       | 10 كم       |
| L            | 12.1 درجة       | 6.3 درجة      | 8 كم        |
| M            | 8.9 درجة        | 4.2 ° ه       | 9 كم        |
| N            | 9.8 درجة        | 4.5 ° ه       | 9 كم        |
| O            | 13.2 درجة مئوية | 4.2 ° ه       | 5 كم        |
| P            | 12.9 درجة مئوية | 4.5 ° ه       | 5 كم        |
| S            | 13.3 درجة       | 6.1 ° ه       | 6 كم        |
| T            | 12.6 درجة مئوية | 6.1 ° ه       | 9 كم        |

## روابط خارجية
- LTO-77C1 Albategnius — خريطة طبوغرافية L&PI
- Albategnius في القمر ويكي نسخة محفوظة 30 مايو 2018 على موقع واي باك مشين.
- Wood، Chuck (8 أبريل 2005). "Cups and Saucers". Lunar Photo of the Day. مؤرشف من الأصل في 2018-05-30.
- Wood، Chuck (27 مايو 2007). "Drawings". Lunar Photo of the Day. مؤرشف من الأصل في 2017-09-10. {{استشهاد ويب}}: |archive-date= / |archive-url= timestamp mismatch (مساعدة)
- McCabe، Frank (24 أبريل 2009). "Double Crossed". Lunar Photo of the Day. مؤرشف من الأصل في 2018-05-31.